# Josep Font i Sabaté
Josep Font i Sabaté (Maials, Segrià, 17 de març de 1903 — Barcelona, 8 d'agost de 1964), fou un pianista, compositor i director d'orquestra. Va fer servir el pseudònim Mazayls.

## Biografia
Va néixer a la comarca del Segrià, Maials el 17 de març de 1903, germà del pintor Ismael Font i Sabaté, nascut el 1916.
Va estudiar amb Enric Morera i Jaume Pahissa. Com a compositor, va ser l'autor de preludis simfònics i lieder. Fou l'autor del volum conegut com a Ballets populars catalans (1954), però destacà principalment en la seva composició de sardanes. En concret l'obra la Cristineta (1932) dedicada a Cristineta Pagès, tal com s'ha demostrat a les seves particel·les originals.
Fou professor de música, i entre els seus alumnes va tenir al compositor valencià Manuel Oltra.
Es va casar amb la també directora d'orquestra Maria Dolors Marco i Seseras, germana del també director d'orquestra Eugeni Marco Seseras. Maria Dolors havia estat alumna seva. Ambdós foren directors de la Coral Alba de Barcelona, una agrupació fundada el 1850 i que va tenir com a primer director el polític i músic Josep Anselm Clavé.
Josep Font i Sabaté va morir el 8 d'agost de 1964 a Barcelona.